# Риза (дем Полигирос)
Риза или Сопотник (на гръцки: Ριζά, до 1927 Σεποτνίκια, Сепотникия) е село в Егейска Македония, Гърция, част от дем Полигирос в административна област Централна Македония.

## География
Риза е разположено в центъра на Халкидическия полуостров в северната част на планината Холомонда. Селото на практика е слято с разположеното на югоизток Палеохора.

## История

### В Османската империя
Името на селото произлиза от праславянската дума „сопотъ“ – шумящ поток, извор.
Църквата „Успение Богородично“ е от 1852 година. От XIX век е и големият гробищен храм „Свети Атанасий“. Александър Синве („Les Grecs de l’Empire Ottoman. Etude Statistique et Ethnographique“), който се основава на гръцки данни, в 1878 година пише, че в Сепотники (Sépotniki), Ардамерска епархия, живеят 1000 гърци. Към 1900 година според статистиката на Васил Кънчов („Македония. Етнография и статистика“) в Сопотник живеят 320 жители гърци християни.
По данни на секретаря на Българската екзархия Димитър Мишев („La Macédoine et sa Population Chrétienne“) в 1905 година в Сопотник (Sopotnik) има 300 гърци.

### В Гърция
В 1912 година, по време на Балканската война, в Сопотник влизат гръцки части и след Междусъюзническата война в 1913 година остава в Гърция. В 1927 година селото е прекръстено на Риза. До 2011 година Риза е част от дем Зервохория.
| Име          | Име          | Ново име  | Ново име    | Описание                                 |
| ------------ | ------------ | --------- | ----------- | ---------------------------------------- |
| Кара Баир    | Καρά Μπαΐρ   | Мавроплая | Μαυροπλαγιά | възвишение на СЗ от Риза и на СИ от Сана |
| Осман Рахона | Όσμάν Ραχώνα | Рахони    | Ραχώνι      | възвишение на СИ от Палеохора (286 m)    |
| Цаирия       | Τσαΐρια      | Ливадия   | Λιβάδια     | местност на СИ от Палеохора              |

## Личности
Родени в Риза
- Василиос Атанасиу (1790 – 1839), участник в Гръцката война за независимост